# Bernard Szweda
Bernard Mikołaj Szweda (ur. 6 grudnia 1951 w m. Miedźna) – polski polityk, samorządowiec, przedsiębiorca, poseł na Sejm II i III kadencji.

## Życiorys
Ukończył w 1976 studia na Wydziale Prawa Uniwersytetu Śląskiego. Zajął się prowadzeniem własnego przedsiębiorstwa w ramach spółki cywilnej w rodzinnej miejscowości.
W 1993 został wybrany na posła II kadencji z listy BBWR. Wraz ze Zbigniewem Religą zakładał Partię Republikanie, następnie działał w Nowej Polsce. Z rekomendacji tego stowarzyszenia uzyskał mandat poselski na Sejm III kadencji (z listy Akcji Wyborczej Solidarność). Był członkiem Partii Chrześcijańskich Demokratów, potem wstąpił do Ruchu Społecznego AWS, w 2001 przeszedł do Platformy Obywatelskiej. W wyborach parlamentarnych w 2001 bezskutecznie ubiegał się o reelekcję z ramienia PO.
Od 1998 sprawował mandat radnego sejmiku śląskiego. W 2002 po raz drugi został radnym województwa z listy Ligi Polskich Rodzin. W 2005 bez powodzenia kandydował do Senatu z własnego komitetu. W 2006 opuścił LPR, w wyborach parlamentarnych w 2007 bez powodzenia kandydował do Sejmu z listy Polskiego Stronnictwa Ludowego (wstąpiwszy do tej partii).